# Sétaou (fils royal de Koush)
Pour les articles homonymes, voir Sétaou.
Sétaou est fils royal de Koush dans la seconde moitié du règne de Ramsès II. Son père s'appelle Siouadjet, sa mère An, laquelle est chanteuse d'Amon, et sa femme Nofretmout. Il succède à Houy comme vice-roi de Nubie. Des documents de l'époque montrent qu'il a occupé ce poste depuis l'an 38 au moins jusqu'à l'an 63 du règne de Ramsès II,, soit de 1242 à 1217/1216 avant J.-C. 
Sétaou était issu de l'école royale et jouissait d'un impressionnant dossier au service du roi, détaillé dans une longue inscription autobiographique gravée dans le temple de Ouadi es-Seboua, construit pour Ramsès II par Sétaou autour de la 44e année du règne de ce pharaon,. Onze stèles, aujourd'hui au Musée égyptien du Caire et au Musée du Louvre, ont été retrouvées dans la cour de ce temple, et permettent d'établir sa carrière et de comprendre les fonctions précises d'un vice-roi.

## Carrière

### Avant la vice-royauté de Nubie
Après ses études à la Maison-de-vie, Sétaou commença une carrière de scribe auprès du vizir. Il eut vraisemblablement la gestion des greniers royaux ainsi que des canaux d'irrigation. En récompense de ses services, il obtint le poste d'intendant d'Amon de Thèbes, puis d'intendant du Trésor d'Amon, avant de devenir vice-roi de Nubie en l'an 38 du règne de Ramsès II.

### Vice-roi de Nubie
Dans son inscription autobiographique, Sétaou insiste sur sa construction de temples, pour laquelle il se vante d'avoir réuni des milliers d'artisans. Outre le temple de Ouadi es-Seboua, Sétaou a érigé un autre temple à Gerf Hussein sur la rive ouest du Nil autour de l'an 45 de Ramsès II. Ce temple, appelé la « Maison de Ptah » était un hémispéos consacrée à Ptah, Ptah-Taténen et Hathor, associés avec le pharaon lui-même. Sétaou a également construit ou rénové un temple[réf. nécessaire] à El Kab.
Sétaou mentionne qu'une grande partie de sa main-d'œuvre était composée de prisonniers étrangers et financée par le butin récupéré par Ramsès II dans ses campagnes. Cette déclaration est appuyée par un texte écrit en l'an 44 par Ramosé, un officier de l'armée de Pharaon, qui stipule que le pharaon a indiqué à Sétaou de « prendre les captifs Libyens » afin de construire le grand temple de Ouadi es-Seboua.[réf. souhaitée]
Sétaou met également en avant dans ses stèles son rôle d'administrateur, augmentant les impôts pesant sur les tribus nubiennes, tout en pacifiant la région. Il rapporte ainsi avoir capturé un chef rebelle, dénommé Akuyta, et sa suite. Toujours d'après Sétaou, son action apporta la paix et l'abondance dans la région, ce qui lui valut les louanges du pharaon ; il aurait ainsi été appelé comme juge au Tribunal et distingué comme « flabellifère à la droite du roi ».

Stèles de Sétaou
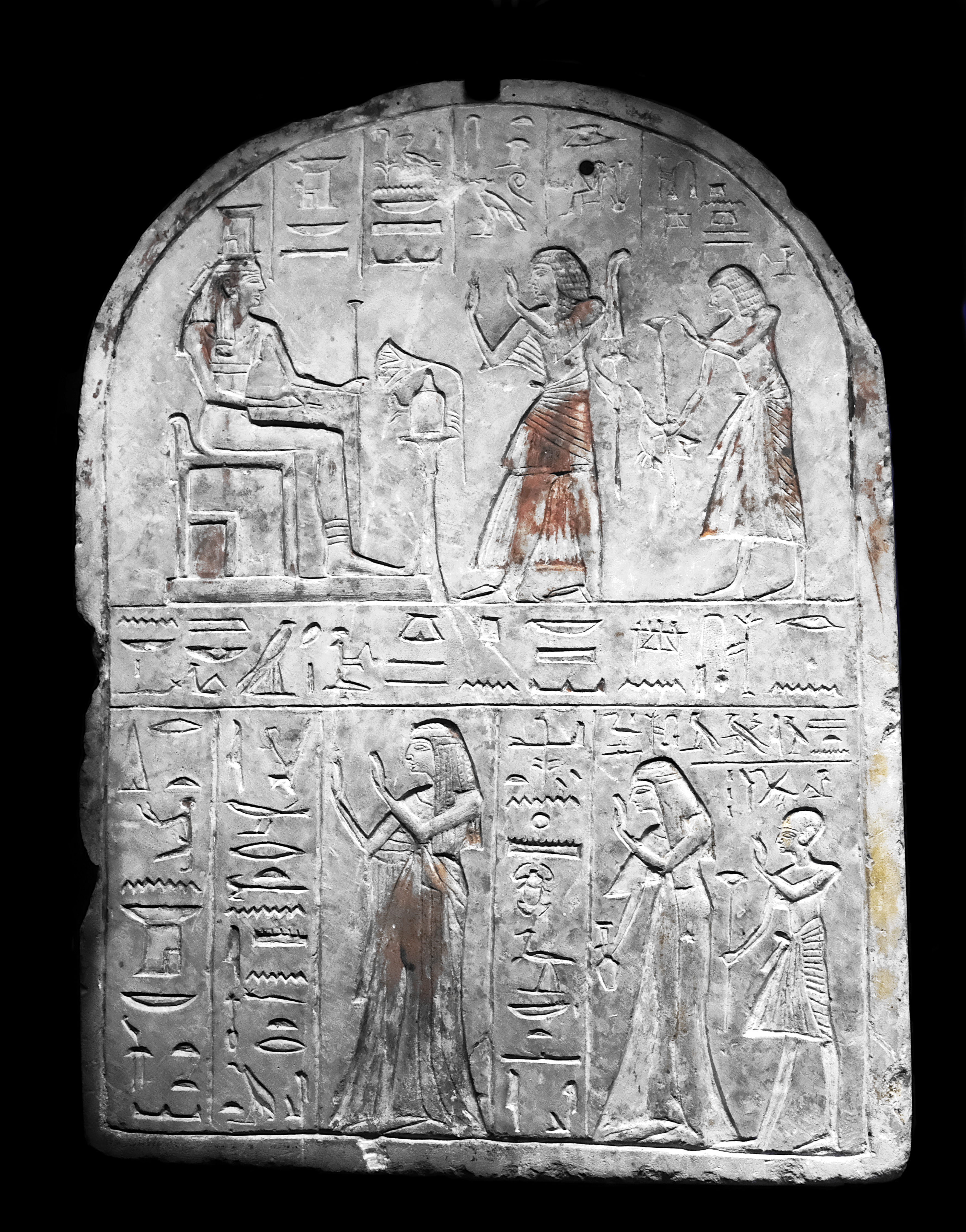
Stèle dépeignant Sétaou et son épouse Nofretmout.
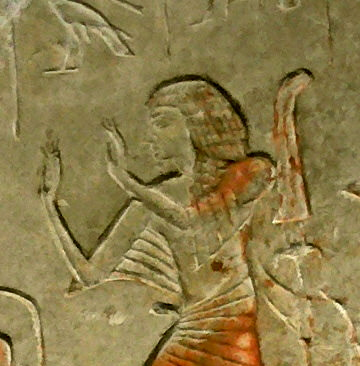
Détail de la stèle conservée au Musée du Louvre.
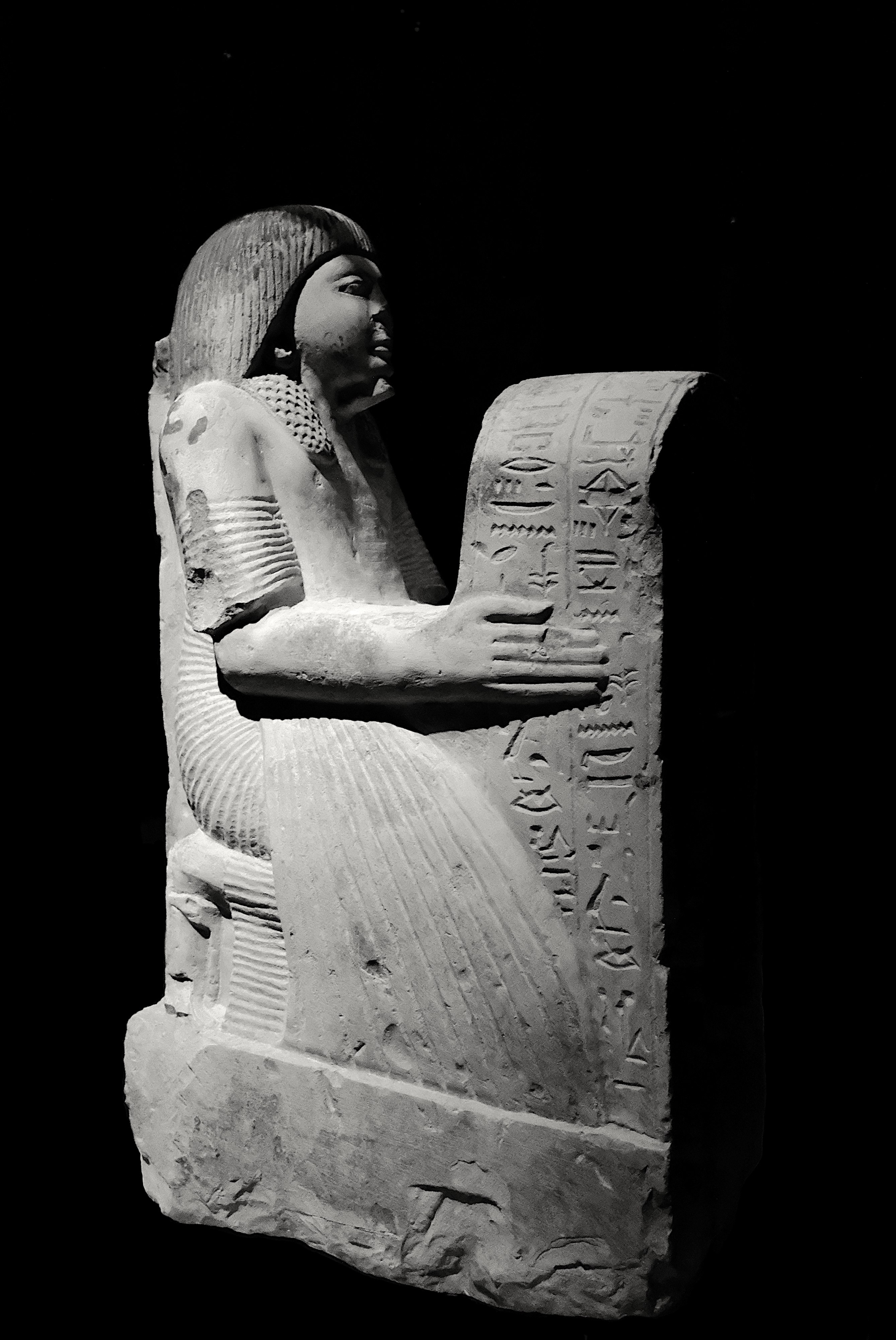
Stèle du Neues Museum, Berlin (AM2287).
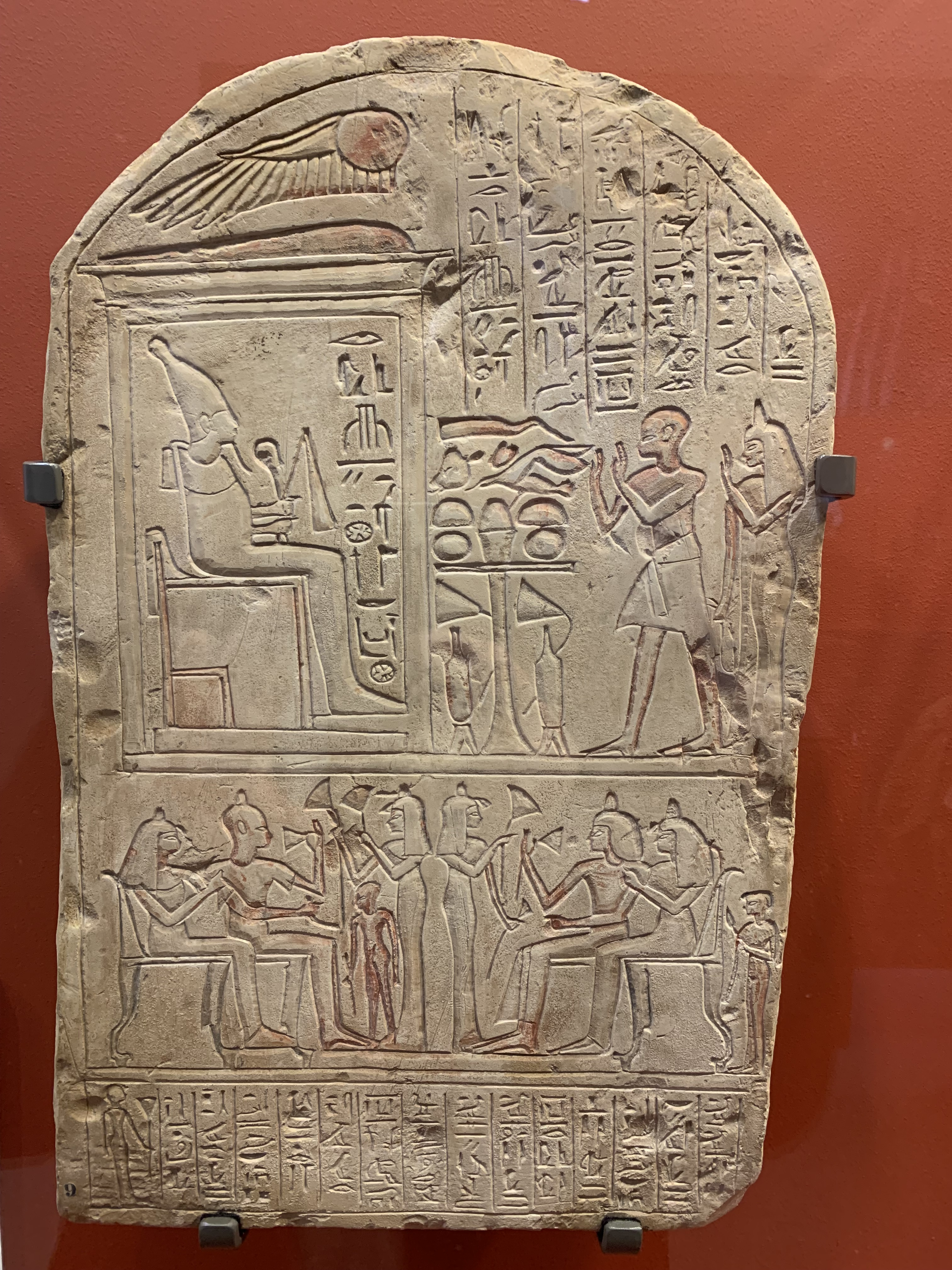
Stèle probablement datée du règne d'Amenhotep III. Calcaire peint avec inclusions de silex.

## Sépulture
La tombe de Sétaou (TT289) est située à Dra Abou el-Naga dans la nécropole thébaine.